# The Heart Specialist
The Heart Specialist é um filme de drama mudo produzido nos Estados Unidos, dirigido por Frank Urson e lançado em 1922.
É um filme perdido.